# 沈大楠
沈大楠（1488年—1553年），字廷材，又字景明，號雙槐，直隸崑山縣（今江苏省昆山市）人，明朝政治人物。同进士出身。

## 生平
正德十一年（1516年）應天府乡试第一百十二名，嘉靖二年（1523年）癸未科会试第一百八十七名，三甲一百十七名進士。除东明县知县，升南京刑部主事，改吏部主事，歷升文选司郎中。嘉靖十四年（1535年）任福建延平府知府。调任福州府，二十年丁母忧归。復官至廣東惠州府知府。弃官归乡，修筑“留余草堂”，四周遍植花竹，吟咏其中。年六十六岁卒。

## 诗词
林文俊《送沈太守大楠之延平》、龚用卿《沈母许孺人墓志铭》。

## 家族
曾祖沈魯，號玄谷。祖父沈存，江西宁县知縣，祖母陶孺人；继父沈湞，贈奉政大夫南京吏部郎中。继母王氏。生母许孺人（1452年-1540年）。慈侍下。兄大椿、大桐、弟大栋、大樑、大川、大中、大杞、大宗。